# Breve historia de la química
Breve historia de la química es un libro escrito por el prolífico escritor estadounidense Isaac Asimov en 1965. El título original de este libro es A Short History of Chemistry- An Introduction to the Ideas and Concepts of Chemistry. Fue publicado por la editorial Doubleday & Co., en Nueva York.
En este libro se expone cronológicamente el desarrollo de una ciencia tan importante como la química, la que algunos consideran la Ciencia Central. Se empieza desde los hombres primitivos, hasta llegar a las reacciones nucleares.
Es un libro muy ameno en el que puede aprender cualquiera que no tenga concepto ni base de esta ciencia. Sin embargo, ha sido completamente superado por las investigaciones de las últimas décadas y recoge una gran cantidad de errores y afirmaciones que han sido completamente rectificadas por estudios más modernos.

## Versión en español
La traducción al español fue obra de Alfredo Cruz y María Isabel Villena. La revisión científico-técnica de la traducción estuvo a cargo de David Galadí-Enríquez. La editorial que publicó la traducción en 1975 fue Alianza Editorial.

## Capítulos
1. La Antigüedad
2. La alquimia
3. La transición
4. Los gases
5. Los átomos
6. Química orgánica
7. Estructura molecular
8. La tabla periódica
9. Química física
10. Química orgánica de síntesis
11. Química inorgánica
12. Electrones
13. El átomo nucleado
14. Reacciones nucleares